# Livet i Danmark
Livet i Danmark er en film instrueret af Jørgen Leth efter eget manuskript.

## Handling
Filmen har til hensigt at give et indtryk af, hvordan der egentlig ser ud i det lille eksotiske Danmark, hvordan de ejendommelige danskere ser ud, og hvordan de går rundt og har det. Næsten 100 danskere fremstilles i filmen, bl.a. en cykelrytter, en finansminister, en populær skuespiller og 13 ugifte kvinder fra en provinsby. "Der er alt for meget usigtbarhed og regnvejr og melankoli i de fleste billeder fra Danmark", udtaler Jørgen Leth. "Det er der ikke i min film. Jeg vil gerne vise nogle autentiske, tydelige og smukke billeder fra dette mærkelige land."